# 臺中機場捷運
臺中機場捷運為臺中捷運規劃中的路線，前身為臺中捷運橘線、雙港輕軌。目前規劃路線起點設於沙鹿區臺中國際機場，後大致向南行經大雅、西屯、北屯、北區、東區、南區、大里，終點設於霧峰區立法院中部辦公室與臺灣省議會紀念園區附近，路線全長29.2公里，共設26座車站，總經費約1,185億元。目前臺中市政府交通局完成可行性研究，已送至中華民國交通部審查，2024年7月2日交通部宣布有條件通過可行性研究評估，將進入綜合規畫階段。

## 概況
路線初步規劃起自臺中國際機場，沿中清路至水湳轉入經貿路，經水湳經貿園區後，再轉經貿一路至中清路，往南經育德路、中正公園，經三民路、臺中公園、雙十路、建國路至臺中車站，後經大里區國光路、中興路及霧峰區中正路，終點站設於省議會紀念園區，逾半路段與台10線、台1乙線及台3線重疊；總經費共為新臺幣1188.72億元

## 歷史

### 橘線時期
- 1990年，臺灣省政府住宅及都市發展處（省住都處）辦理「臺中都會區大眾捷運系統規劃」。
- 1998年，省住都處完成「臺中都會區捷運路網細部規劃」，路線分為紅、綠、藍三線。
- 1999年7月，臺灣省政府進行組織精簡方案（精省），後續規劃轉由交通部高速鐵路工程局（高鐵局）接手辦理。
- 2008年11月15日，交通部、臺中市政府、臺北市政府簽訂烏日文心北屯線建設與營運三方協議書，後續施工由高鐵局移交至臺北市捷運局辦理；臺中捷運後續路網規劃工作由臺中市政府承辦。
- 2009年10月27日，臺北市捷運局完成「臺中都會區大眾捷運系統路網檢討規劃報告書」，重新檢討1998年之路網規劃，路線修改為核心路網紅、綠[c]、藍、橘四線，以及後續路網紫線、核心路網之延伸線[d]五線；橘線於臺中捷運路線規劃首次出現，核心路網為水湳經貿園區至霧峰，全線設十七座車站。
- 2011年2月16日，臺中市交通局委託鼎漢國際工程顧問有限公司辦理「臺中都會區大眾捷運系統後續路網橘線可行性研究」，並於隔年5月11日完成。
- 2012年2月，臺中市交通局辦理可行性研究說明會及公聽會，路線修改為臺中清泉崗機場至霧峰，全線設二十一座車站，並微調行經路線[e]。
- 2014年8月19日，臺中市交通局將可行性研究報告陳報交通部審查；交通部於10月7日回覆審查意見，表示現規劃的BRT是與橘線路廊重疊，具有競合關係，請市府釐清並依作業程序規定，提出臺中都會區都市發展規劃及公共運輸發展計畫，以及捷運路線興建之優先順序[5][6]。

### 雙港輕軌時期
- 2015年7月6日，時任臺中市市長林佳龍表示，將以橘線為規劃基礎重新規劃並更名為「雙港輕軌」[7]。
- 2016年4月19日、11月30日，臺中市交通局兩度委託亞新工程顧問公司辦理「大臺中地區捷運路網檢討規劃暨臺中捷運系統初期路網可行性研究」，並於隔年3月14日完成期中報告[8]；初步規劃臺中港經臺中國際機場至臺鐵臺中車站，全長32.7公里，將採用平面、高架與地下化規劃[3][4]。

### 機場捷運時期
- 2019年（民國108年）
  - 3月，盧秀燕市府將雙港輕軌更名為臺中機場捷運，其路線改回舊橘線版本（臺中機場—霧峰）。
  - 6月~12月，召開工作會議討論機場捷運概況與廠商提送修正版簡報後，持續討論機場捷運推動方案以及調整報告書內容。[9][10][11][12][13][14]
  - 7月22日，交通局向市長報告規劃內容，將市區段改為地下化，並全線同時推動，即機場至霧峰一次規劃興建。[15]
- 2020年（民國109年）
  - 6月初，完成可行性初步研究報告。
  - 6月9～11日，於大雅、大里及北區區公所舉辦可行性研究說明會。
  - 6月～110年2月，依說明會之意見調整研究報告。
- 2021年（民國110年）
  - 2月，交通局完成可行性研究報告。[16]
  - 3月5日，送臺中市政府捷運建設推動小組審核。
  - 4月9日，可行性研究報告提報交通部審議。
  - 6月1日，交通部提出審查意見。
  - 6月～8月，交通局修正報告。
  - 8月9日，第2次提報交通部續審。[17]
  - 11月9日，鐵道局完成現地勘查。
  - 12月15日，交通部召開初審會議。
  - 12月～111年3月，交通局修正報告。
- 2022年（民國111年）
  - 4月1日，第3次提報交通部續審。
  - 9月8日，鐵道局提出彙整各單位之審查意見。
  - 10月6日，鐵道局召開研商會議。
  - 10月～112年9月，市交通局修正報告。
- 2023年（民國112年）
  - 9月14日，第4次提報交通部續審。[18][19]
- 2024年（民國113年）
  - 1月23日，鐵道局提出意見。
  - 1月～3月，交通局修正報告。
  - 3月28日，第5次提報交通部續審。
  - 7月2日，交通部有條件通過可行性研究評估[20]。
  - 10月1日，依審查意見進行補充，並提送交通部審視。
- 2025年（民國114年）
  - 3月18日，啟動延伸清水之可行性研究。
  - 4月2日，捷運工程局進行實地勘查。
  - 7月4日，交通部完成審視並正式陳報行政院續審。

## 車站
| 路線   | 路線 | 編號 | 名稱                  | 名稱                                           | 站體型式 | 所在地 | 所在地 | 交會路線              |
| 路線   | 路線 | 編號 | 中文                  | 英文                                           | 站體型式 | 所在地 | 所在地 | 交會路線              |
| ------ | ---- | ---- | --------------------- | ---------------------------------------------- | -------- | ------ | ------ | --------------------- |
| 3 橘線 |      |      |                       |                                                |          |        |        |                       |
| 機場線 |      | 301  | 未                    | 未                                             | 高架     | 臺中市 | 沙鹿區 | 不適用                |
| 機場線 | 302  |      | 未                    | 未                                             | 高架     | 臺中市 | 沙鹿區 | 不適用                |
| 機場線 |      | 303  | 未                    | 未                                             | 高架     | 臺中市 | 沙鹿區 | 科工軸線              |
| 機場線 |      | 304  | 未                    | 未                                             | 高架     | 臺中市 | 大雅區 | 不適用                |
| 機場線 | 305  |      | 未                    | 未                                             | 高架     | 臺中市 | 大雅區 | 不適用                |
| 機場線 |      | 306  | 未                    | 未                                             | 高架     | 臺中市 | 大雅區 | 豐科軸線              |
| 機場線 |      | 307  | 未                    | 未                                             | 高架     | 臺中市 | 大雅區 | 不適用                |
| 機場線 |      | 308  | 未                    | 未                                             | 地下     | 臺中市 | 西屯區 | 不適用                |
| 機場線 |      | 309  | 未                    | 未                                             | 地下     | 臺中市 | 北屯區 | 不適用                |
| 機場線 | 310  |      | 未                    | 未                                             | 地下     | 臺中市 | 北屯區 | 不適用                |
| 機場線 |      | 311  | 文心中清 （天津商圈） | Wenxin Zhongqing （Tianjin Shopping District） | 地下     | 臺中市 | 北區   | 綠線                  |
| 機場線 |      | 312  | 未                    | 未                                             | 地下     | 臺中市 | 北區   | 不適用                |
| 機場線 | 313  |      | 未                    | 未                                             | 地下     | 臺中市 | 北區   | 不適用                |
| 機場線 |      | 314  | 未                    | 未                                             | 地下     | 臺中市 | 北區   | 崇德豐原線            |
| 機場線 |      | 315  | 未                    | 未                                             | 地下     | 臺中市 | 北區   | 不適用                |
| 機場線 |      | 316  | 臺中車站              | Taichung Main Station                          | 地下     | 臺中市 | 東區   | 臺灣鐵路臺中線 · 藍線 |
| 機場線 |      | 317  | 未                    | 未                                             | 地下     | 臺中市 | 南區   | 不適用                |
| 機場線 | 318  |      | 未                    | 未                                             | 地下     | 臺中市 | 南區   | 不適用                |
| 機場線 |      | 319  | 未                    | 未                                             | 高架     | 臺中市 | 大里區 | 不適用                |
| 機場線 |      | 320  | 未                    | 未                                             | 高架     | 臺中市 | 大里區 | 大平霧線              |
| 機場線 |      | 321  | 未                    | 未                                             | 高架     | 臺中市 | 大里區 | 不適用                |
| 機場線 | 322  |      | 未                    | 未                                             | 高架     | 臺中市 | 大里區 | 不適用                |
| 機場線 | 323  |      | 未                    | 未                                             | 高架     | 臺中市 | 大里區 | 不適用                |
| 機場線 |      | 324  | 未                    | 未                                             | 高架     | 臺中市 | 霧峰區 | 不適用                |
| 機場線 | 325  |      | 未                    | 未                                             | 高架     | 臺中市 | 霧峰區 | 不適用                |
| 機場線 | 326  |      | 未                    | 未                                             | 高架     | 臺中市 | 霧峰區 | 不適用                |

### 來源
- 臺中都會區大眾捷運系統路網檢討規劃構想 （页面存档备份，存于），臺中市政府交通局
- 臺中都會區大眾捷運系統路網 （页面存档备份，存于），臺中市政府交通局
- 臺中都會區大眾捷運系統後續路網規劃工作執行計畫書(定稿本) （页面存档备份，存于），臺中市政府交通局
- 臺中都會區大眾捷運系統後續路網橘線可行性研究 （页面存档备份，存于），臺中市政府交通局
- 臺中都會區大眾捷運系統後續路網橘線可行性研究（2014年版） （页面存档备份，存于），臺中市政府交通局
- 臺中都會區大眾捷運系統後續路網橘線可行性研究（2014年版）交通部審查意見彙總表 （页面存档备份，存于），臺中市政府交通局

## 外部連結
- 臺中市公共運輸及捷運工程處 （页面存档备份，存于）